# Konstytucja Szwajcarii
Konstytucja Federalna Konfederacji Szwajcarskiej z 18 kwietnia 1999 (niem. Bundesverfassung der Schweizerischen Eidgenossenschaft, fr. Constitution fédérale de la Confédération suisse, wł. Costituzione federale della Confederazione Svizzera, retorom.: Constituziun federala da la Confederaziun svizra) – konstytucja Szwajcarii uchwalona 18 grudnia 1998 roku, poddana pod referendum 18 kwietnia 1999 roku, a weszła w życie 1 stycznia 2000 roku, zastępując konstytucję z 29 maja 1874 roku.

## Historia
Pierwszą szwajcarską ustawą zasadniczą była Konstytucja Republiki Helweckiej z 12 kwietnia 1798 roku proklamująca Republikę Helwecką. Konstytucja ta wzmacniała władzę centralną, wzorem francuskiego dyrektoriatu i ograniczała uprawnienia kantonów . W wyniku sprzeciwu niektórych kantonów cały kraj został opanowany przez Napoleona. W 29 maja 1801 roku okupant przedstawił projekt nowej konstytucji będący kompromisem pomiędzy federalizmem a centralizmem, projekt ten został jednak odrzucony przez 12 kantonów. Następnie kilkakrotnie przedstawiano kolejne projekty konstytucji, w tym ogłoszoną 30 kwietnia 1802 roku, która weszła w życie 2 lipca. Nowa konstytucja nie uspokoiła jednak sytuacji wewnętrznej kraju i doprowadziła do ponownej interwencji Napoleona. 19 lutego 1803 roku wydał on Akt Mediacyjny likwidujący republikę i powołujący na jej miejsce luźną konfederację kantonów. Akt ten pełnił rolę konstytucji aż do upadku Napoleona w 1815 roku. Zastąpiła ją Umowa Federalna powołująca Związek Federalny zrzeszający 24 kantony .
W wyniku wojny domowej z 1847 roku zaistniała ponownie potrzeba reorganizacji państwa. Utworzono Konfederację Szwajcarską istniejącą do dziś. Pierwszą ustawą zasadniczą Konfederacji była Konstytucja Federalna z 12 września 1848 roku . W 1874 roku ustanowiono nową konstytucję, wprowadzając między innymi prawo do inicjatywy ustawodawczej dla obywateli oraz prawo częściowej zmiany konstytucji. Obecna konstytucja została uchwalona 18 grudnia 1998 roku i poddana pod referendum 18 kwietnia 1999 roku . Na mocy rozporządzenia Zgromadzenia Federalnego z 11 sierpnia 1999 roku weszła w życie 1 stycznia 2000 roku.

## Podział Konstytucji
- Preambuła

Cały tekst preambuły brzmi:
W imię Boga Wszechmogącego! Szwajcarski naród i kantony, w poczuciu odpowiedzialności wobec Dzieła Stworzenia, w dążeniu do odnowienia Federacji, przez wzmocnienie wolności i demokracji, niezawisłości i pokoju, w duchu solidarności i otwartości wobec świata, zdecydowani żyć w jedności, we wzajemnej życzliwości i poszanowaniu ich różnorodności, świadomi wspólnych osiągnięć i odpowiedzialności wobec przyszłych pokoleń, pewni, że wolny jest tylko ten, kto korzysta ze swej wolności i że siłę narodu mierzy się dobrem słabych, ustanawiają niniejszą Konstytucję: 
- Tytuł I Postanowienia Ogólne (Artykuły 1-6)

W Tytule I Konstytucji sformułowane zostały zasady rozstrzygające o kształcie ustrojowym państwa. Zostały w nim wypisane wszystkie kantony, zapewniono suwerenność kantonom, wprowadzono języki urzędowe.
- Tytuł II Prawa podstawowe, prawa obywatelskie i cele socjalne (Artykuły 7-41)

Tytuł II Konstytucji określa prawa i wolności człowieka i obywatela, jak również określa obowiązki socjalne państwa względem społeczeństwa.
- Tytuł III Federacja, kantony i gminy (Artykuły 42-135)

W Tytule III Konstytucji rozdzielone zostały zadania pomiędzy Federacją, kantonami a gminami. Unormowane zostały również współdziałanie i rozwiązywanie sporów pomiędzy nimi.
- Tytuł IV  Naród i kantony (Artykuły 136-142)

Tytuł IV Konstytucji zawiera unormowanie praw wyborczych obywateli oraz przepisy dotyczące inicjatywy ustawodawczej i referendum.
- Tytuł V  Władze federalne (Artykuły 143-191)

Tytuł V Konstytucji zapewnia trójpodział władzy na poziomie federalnym, jednak nie gwarantuje ich równości. Powołuje bikameralne Zgromadzenie Federalne składające się z Rady Narodowej  i Rady Kantonów, Radę Federalną z Prezydentem na czele, Kanclerza Federalnego oraz sądy federalne.
- Tytuł VI  Zmiana Konstytucji Federalnej i przepisy przejściowe (Artykuły 192-196)

Tytuł VI Konstytucji poświęcony jest przepisom przejściowym i przepisom końcowym.